# 凯特新村
凯特新村（匈牙利語：Kétújfalu）是匈牙利巴兰尼亚州所辖的一个村。总面积16.30平方公里，总人口667，人口密度40.9人/平方公里（2011年1月1日）。